# Brian Keenan (IRA)
Brian Keenan (1942 - 21 de mayo de 2008), comandante del Ejército Republicano Irlandés, responsable de construir los arsenales de la banda y cerebro de la campaña de atentados que asoló de forma especialmente cruenta la Inglaterra de mediados de los setenta. Se le consideró en su día como "la mayor amenaza para el Estado británico".
Considerado un halcón en el seno del grupo armado, tres décadas más tarde se erigía paradójicamente en una de las figuras claves en el proceso de paz norirlandés.

## Biografía
Keenan nació en el condado norirlandés de Londonderry, aunque se crio en el bastión católico del oeste de Belfast. Se unió al IRA a mediados de los sesenta, en los primeros troubles, enfrentamientos sectarios entre nacionalistas y unionistas, y pronto se consolidó como responsable de sus arsenales. Fue el artífice de la reorganización de la banda en una estructura de células, y diseñó la oleada de atentados que no discriminaban objetivos civiles, con bombas en docenas de pubs, restaurantes y comercios en Londres y otras localidades inglesas.
Tras ser detenido en 1980, fue condenado a 18 años de prisión, de los que cumplió una docena. Su puesta en libertad se saldaba con el ingreso de Keenan como uno de los siete miembros del consejo armado del IRA, su máximo órgano de decisión, que no abandonó hasta 2005. Seis años antes, negoció ante el general canadiense John de Chastelain (presidente de la Comisión Internacional Independiente de Desarme) para destruir los arsenales del IRA que él mismo había creado.

## Abandono de las armas
A pesar de sus sentimientos ambiguos, el apoyo que acabó brindando a la estrategia política del líder del Sinn Féin, Gerry Adams, y su número dos, Martin McGuinness, fue decisivo a la hora de garantizar el respaldo de la mayoría de voluntarios del IRA al abandono de las armas. Ante aquella decisión histórica fue "escéptico y entusiasta en igual medida", explicaba en una entrevista en el diario republicano An Phoblacht, difundida pocas semanas antes de su muerte, a causa de un cáncer, el pasado 21 de mayo.